# Туризм на Багамских Островах
Туризм — основной сектор экономики Багамских Островов, на его долю приходится около 60 % валового внутреннего продукта. С туристическим бизнесом прямо или косвенно связана примерно половина занятого населения.

## Географические и природные условия
Субтропический и тропический климат, многочисленные естественные песчаные пляжи, коралловые рифы в относительно хорошем состоянии и прочие климатические и природные условия Багамских островов располагают к рекреационному использованию их территории. Географическая близость к США (ближайшая точка Багам находится примерно в 80 км от полуострова Флорида) позволяет наладить удобное транспортное сообщение как по воздуху, так и по воде.

## Исторические предпосылки
Основным историческим событием, повлиявшим на развитие туристической отрасли Багамских Островов, стала революция на Кубе. Куба, традиционно являвшаяся местом отдыха граждан США, стала недоступной для въезда, поэтому в поисках альтернативы в Карибском регионе внимание американских туристов переключилось на Багамы. В настоящее время подавляющее большинство въезжающих на Багамы туристов — граждане США.

## Типы туризма

### Пляжный отдых
На Багамах большой выбор пляжей и пляжных отелей крупных мировых цепочек. Популярен отдых на островах Нью-Провиденс, Большая Багама, Лонг-Айленд, Эльютера и т. д.

### Рыбалка
Багамы считаются одним из успешных направлений рыболовного туризма. В водах Багамских островов представлены, практически, все рыбы Карибского бассейна. Рифы у острова Андрос пользуются популярностью у рыбаков в том числе и трофейной рыбалки.

### Активный отдых
На Багамах развиты все виды водного спорта и активного отдыха, в том числе сёрфинг, виндсёрфинг, кайтинг, парусный спорт и т. д.
На Багамах сооружено несколько гольф-полей мирового уровня.

### Дайвинг и сноркелинг
Багамы — признанное направление рекреационного дайвинга мирового уровня. Часть популярных дайв-сайтов достижима только в ходе дайв-сафари с проживанием на борту.
В водах Багамских островов есть много мест кораблекрушений, часть из них достижима при любительских погружениях.

### Казино
На Багамах работает ряд казино и иных игорных заведений. В связи с ограничениями игорного бизнеса на территории США, поездки в багамские казино популярны среди американских туристов.

## Российский сектор въездного туризма
С 1 апреля 2009 года гражданам России для посещения Багамских Островов на срок, не превышающий 90 дней с целями, не связанными с извлечением прибыли, виза не требуется. Безвизовый статус должен благоприятно сказаться на увеличении потока туристов из России. Значительную часть российских туристов на Багамах составляют дайверы.